# بوجدان دينو
بوجدان دينو (بالرومانية: Bogdan Dinu)‏ مواليد 15 أغسطس 1986 في بوزاو، هو ملاكم محترف روماني يصنف ضمن فئة الوزن الثقيل بدأ مسيرته الاحترافية سنة 2008.

## إحصائيات
خاض خلال مسيرته 15 نزالا، فاز في 15 ولم يتعادل ولم يخسر. فاز بالضربة القاضية في 11 نزالا.

## روابط خارجية
- بوجدان دينو على موقع بوكس ريك (الإنجليزية) (registration required)